# Тастен (Нью-Йорк)
Тастен (англ. Tusten) — місто (англ. town) в США, в окрузі Салліван штату Нью-Йорк. Населення — 1405 осіб (2020).

## Демографія
Згідно з переписом 2010 року, у місті мешкало 1515 осіб у 652 домогосподарствах у складі 393 родин. Було 1138 помешкань
Расовий склад населення:
| - 90,3 % — білих - 4,5 % — чорних або афроамериканців - 0,9 % — азіатів - 0,4 % — корінних американців - 1,3 % — осіб інших рас |

До двох чи більше рас належало 2,6 %. Частка іспаномовних становила 5,1 % від усіх жителів.
За віковим діапазоном населення розподілялося таким чином: 18,5 % — особи молодші 18 років, 61,7 % — особи у віці 18—64 років, 19,8 % — особи у віці 65 років та старші. Медіана віку мешканця становила 48,2 року. На 100 осіб жіночої статі у місті припадало 109,5 чоловіків;  на 100 жінок у віці від 18 років та старших — 110,9 чоловіків також старших 18 років.
Середній дохід на одне домашнє господарство  становив 67 206 доларів США (медіана — 45 682), а середній дохід на одну сім'ю — 74 528 доларів (медіана — 62 500). Медіана доходів становила 50 536 доларів для чоловіків та 34 750 доларів для жінок. За межею бідності перебувало 14,4 % осіб, у тому числі 30,8 % дітей у віці до 18 років та 7,9 % осіб у віці 65 років та старших.
Цивільне працевлаштоване населення становило 569 осіб. Основні галузі зайнятості: освіта, охорона здоров'я та соціальна допомога — 20,0 %, мистецтво, розваги та відпочинок — 12,5 %, науковці, спеціалісти, менеджери — 12,1 %.